# Highway to Hell (chanson)
Pour les articles homonymes, voir Highway to Hell (homonymie).
Singles de AC/DC
Rock 'n' Roll Damnation Girls Got Rhythm
Pistes de Highway to Hell
Girls Got Rhythm
Highway to Hell est une chanson écrite par Bon Scott, Angus Young et Malcolm Young, enregistrée par le groupe de hard rock australien AC/DC et présente sur l'album du même nom, sorti en 1979. La chanson est également sortie en single la même année.
Le groupe écrit cette chanson avant d'être mondialement connu. Ils imaginent et fantasment alors le rythme infernal d’une tournée internationale et la vie sur la route, d’où ce titre : Highway To Hell. Ce « rêve » deviendra réalité.
Cette chanson est devenue une des chansons de rock les plus connues. Depuis 1995, elle fait partie de la sélection des « 500 chansons qui ont façonné le rock 'n' roll » du Rock and Roll Hall of Fame. En 2004, elle est classée par le magazine Rolling Stone au 254e rang parmi les « 500 plus grandes chansons de tous les temps ». En 2009, Highway to Hell a reçu le prix de « l’œuvre australienne la plus jouée à l'étranger » à l'APRA Awards par l'Australasian Performing Right Association (en).

## Enregistrements live
Highway to Hell est présente dans deux albums live du groupe :
- Live. La version live de cet album fut également réalisée en single. Une vidéo a été faite pour le single ; cette vidéo est un montage de plusieurs vidéos venant du DVD Live at Donington.
- Let There Be Rock: The Movie

## Liste des pistes du single

### Royaume-Uni
Réalisé en 1992 sous le label ATCO
1. Bonny/Highway to Hell (Live)
2. Hells Bells (Live)
3. The Jack (Live)

### Allemagne et France
Réalisé en 1992 sous le label ATCO
1. Highway to Hell (Live)
2. Hell Ain't a Bad Place to Be (Live)
3. High Voltage (Live)

### Australie
Réalisé en 1992 sous le label Albert Productions (en) / Epic Records
1. Bonny/Highway to Hell (Live)
2. High Voltage (Live)
3. Hell Ain't a Bad Place to Be (Live)

### États-Unis et Canada
Réalisé en 1992 sous le label ATCO
1. Highway to Hell (Live)
2. Hell Ain't a Bad Place to Be (Live)
3. The Jack (Live)
4. High Voltage (Live)
5. Back in Black (Live)

## Formation (de la version studio)
- Bon Scott : Chants
- Angus Young : Guitare solo
- Malcolm Young : Guitare rythmique
- Cliff Williams : Basse
- Phil Rudd : Batterie

## Classements hebdomadaires
| Classement (1979-1980)                 | Meilleure position |
| -------------------------------------- | ------------------ |
| Allemagne (GfK Entertainment)          | 30                 |
| Australie (Kent Music Report)          | 24                 |
| Belgique (Flandre Ultratop 50 Singles) | 14                 |
| États-Unis (Billboard Hot 100)         | 47                 |
| France (IFOP)                          | 22                 |
| Pays-Bas (Single Top 100)              | 17                 |
| Royaume-Uni (UK Singles Chart)         | 56                 |

| Classement (1992 - 2015)       | Meilleure position |
| ------------------------------ | ------------------ |
| Autriche (Ö3 Austria Top 40)   | 52                 |
| Écosse (OCC)                   | 36                 |
| Espagne (PROMUSICAE)           | 24                 |
| France (SNEP)                  | 23                 |
| Irlande (IRMA)                 | 23                 |
| Nouvelle-Zélande (RMNZ)        | 9                  |
| Royaume-Uni (UK Singles Chart) | 4                  |
| Royaume-Uni (UK Rock Chart)    | 1                  |
| Suède (Sverigetopplistan)      | 36                 |
| Suisse (Schweizer Hitparade)   | 65                 |

| Classement (1992)              | Meilleure position |
| ------------------------------ | ------------------ |
| Australie (ARIA)               | 29                 |
| Irlande (IRMA)                 | 12                 |
| Pays-Bas (Single Top 100)      | 69                 |
| Royaume-Uni (UK Singles Chart) | 14                 |
| Suisse (Schweizer Hitparade)   | 37                 |

## Certifications
| Pays               | Certification | Unités certifiées |
| ------------------ | ------------- | ----------------- |
| Danemark (IFPI)    | Platine       | 90 000            |
| Italie (FIMI)      | 2 × Platine   | 100 000           |
| Mexique (AMPROFON) | Diamant + Or  | 330 000           |
| Royaume-Uni (BPI)  | Platine       | 600 000           |

Sonnerie téléphonique
| Pays              | Certification | Unités certifiées |
| ----------------- | ------------- | ----------------- |
| États-Unis (RIAA) | Or            | 500 000           |